# Servizio sanitario della Sicilia
Il Servizio sanitario della Sicilia è il servizio sanitario regionale della Regione Siciliana.
Comprende nove "aziende sanitarie provinciali" e nove "aziende ospedaliere", che dipendono dall'Assessorato regionale della Salute. 
Ciascuna delle ASP è a sua volta suddivisa in distretti ospedalieri e territoriali. 
I distretti ospedalieri sono costituiti dall'aggregazione di uno o più presidi ospedalieri, mentre i distretti sanitari costituiscono l'articolazione territoriale dell'azienda, all'interno della quale vengono erogate le prestazioni in materia di prevenzione, diagnosi, cura, riabilitazione ed educazione sanitaria.

## Storia
La Sicilia, come regione a statuto speciale, ha legiferato fin dal 1947 in materia autonoma in campo sanitario. Negli anni '80 nacquero le "Unità Sanitarie Locali" (USL), diverse per ciascuna provincia, guidate da un comitato di gestione eletto dalle assemblee locali. 
Nel 1995 furono create nove "Aziende Unità Sanitarie Locali" (AUSL) successivamente rinominate in "Aziende Sanitarie Locali" (ASL), gli ospedali principali divenivano Aziende ospedaliere e i vertici di queste aziende venivano nominati dalla giunta regionale.
In applicazione della legge regionale n.5/2009 , dal 1º settembre 2009, in ogni provincia vi è una "Azienda Sanitaria Provinciale" (ASP) con i presidi ospedalieri che sono stati accorpati con le ASP, mentre le aziende ospedaliere sono rimaste solo nove, cioè quelle di rilevanza regionale e i policlinici , e dal 2016 con la riforma ospedaliera, sono divenute Dea di I e di II livello.

## Aziende Sanitarie Provinciali
| # | Provincia     | Azienda       | Azienda                                             | Codice Azienda | Sede centrale                                   | Sito web                                                               | Popolazione (ab.) |
| # | Provincia     | Sigla azienda | Denominazione estesa azienda                        | Codice Azienda | Sede centrale                                   | Sito web                                                               | Popolazione (ab.) |
| - | ------------- | ------------- | --------------------------------------------------- | -------------- | ----------------------------------------------- | ---------------------------------------------------------------------- | ----------------- |
| 1 | Agrigento     | ASP 1 AG      | Azienda Sanitaria Provinciale N° 1 di Agrigento     | 201            | Viale della Vittoria 321 - 92100 Agrigento (AG) | www.aspag.it                                                           | 443 311           |
| 2 | Caltanissetta | ASP 2 CL      | Azienda Sanitaria Provinciale N° 2 di Caltanissetta | 202            | Via Cusmano 10 - 93100 Caltanissetta (CL)       | www.asp.cl.it                                                          | 270 828           |
| 3 | Catania       | ASP 3 CT      | Azienda Sanitaria Provinciale N° 3 di Catania       | 203            | Via S. Maria La Grande 5 - 95124 Catania (CT)   | www.aspct.it Archiviato il 15 marzo 2015 in Internet Archive.          | 1 114 500         |
| 4 | Enna          | ASP 4 EN      | Azienda Sanitaria Provinciale N° 4 di Enna          | 204            | Viale Diaz 33 - 94100 Enna (EN)                 | www.asp.enna.it                                                        | 168 911           |
| 5 | Messina       | ASP 5 ME      | Azienda Sanitaria Provinciale N° 5 di Messina       | 205            | Via La Farina 263 - 98124 Messina (ME)          | www.asp.messina.it Archiviato il 22 febbraio 2022 in Internet Archive. | 638 513           |
| 6 | Palermo       | ASP 6 PA      | Azienda Sanitaria Provinciale N° 6 di Palermo       | 206            | Via G. Cusmano 24 - 90141 Palermo (PA)          | www.asppalermo.org                                                     | 1 266 931         |
| 7 | Ragusa        | ASP 7 RG      | Azienda Sanitaria Provinciale N° 7 di Ragusa        | 207            | Piazza Igea 1 - 97100 Ragusa (RG)               | www.asp.rg.it                                                          | 320 668           |
| 8 | Siracusa      | ASP 8 SR      | Azienda Sanitaria Provinciale N° 8 di Siracusa      | 208            | Corso Gelone 17 - 96100 Siracusa (SR)           | www.asp.sr.it                                                          | 403 325           |
| 9 | Trapani       | ASP 9 TP      | Azienda Sanitaria Provinciale N° 9 di Trapani       | 209            | Via Mazzini 1 - 91100 Trapani (TP)              | www.asptrapani.it                                                      | 434 837           |

## Aziende ospedaliere
Di queste nove strutture, tre sono policlinici, due ARNAS (Aziende di Rilievo Nazionale di Alta Specializzazione), un IRCCS (Istituto ricerca e cura) e tre aziende ospedaliere classiche.
Provincia di Palermo
- A.R.N.A.S. "Civico Di Cristina Benfratelli" - Palermo - (Sito web) - DEA II Livello
- Azienda Ospedaliera Universitaria "Paolo Giaccone" - Palermo - (Sito web) - DEA II Livello
- Azienda Ospedaliera "Ospedali Riuniti Villa Sofia - Cervello" - Palermo - (Sito web) - DEA I Livello

Provincia di Catania
- Azienda Ospedaliera per l'emergenza "Cannizzaro" - Catania - (Sito web) - DEA II Livello
- Azienda Ospedaliera di Rilievo Nazionale e di Alta Specializzazione "Garibaldi" - Catania - (Sito web) - DEA II Livello
- Azienda Ospedaliero Universitaria "Policlinico - Vittorio Emanuele" - Catania - (Sito web) - DEA II Livello

Provincia di Messina
- AO universitaria "G. Martino" - Messina - (Sito web Archiviato il 2 aprile 2015 in Internet Archive.) - DEA II Livello
- IRCCS Centro Neurolesi "Bonino Pulejo" - Messina (Sito web) - DEA II Livello
- Azienda Ospedaliera "Papardo" - Messina - (Sito web Archiviato il 30 gennaio 2018 in Internet Archive.) - DEA I Livello

### Strutture convenzionate
Diversi ospedali e cliniche private sono convenzionate con il SSR.
I principali sono i due IRCCS privati con sede in Sicilia, l'ISMETT a Palermo e l'Oasi Maria S.S. a Troina (EN).

### Formazione
La formazione professionale e l'accreditamento ECM è gestito dal CEFPAS, entre strumentale della Regione sito a Caltanissetta.